# Après le banquet
Après le banquet (宴のあと, Utage no Ato) est un roman de Yukio Mishima paru en 1960.
Le roman est traduit et publié en France en 1965.

## Résumé
Kazu est propriétaire d’un grand restaurant de Tokyo, elle accueille chez elle l’élite du pays et rencontre, à l’occasion d’une réunion d’anciens diplomates, Noguchi, un ancien ambassadeur dont la force de caractère et l’idéalisme la séduisent immédiatement. Alors qu’elle a toujours refusé de se marier, elle finit, à  50 ans passés par épouser Noguchi. Pour Kazu, cette union est une parade contre la solitude et l’oubli post mortem, elle est désormais assurée d’avoir une place dans une tombe familiale relativement prestigieuse.
Discrètement encouragé par sa femme, Noguchi se lance dans la vie politique pour mettre en pratique les idées progressistes qu’il cultive depuis quelques années. Il se présente aux élections préfectorales sous l’étiquette réformiste. 
Kazu s’investit avec ferveur dans la campagne électorale de son mari. Elle dépense des millions de yens pour acheter des affiches et des produits dérivés à l’effigie de son mari, elle anime des meetings et n’hésite pas à utiliser - avec succès- ses origines populaires pour toucher le cœur des électeurs. Malgré l'hypothèque de son restaurant, les moyens financiers déployés lors de la campagne se révèlent insuffisants face au rouleau compresseur conservateur et Noguchi est défait. 
L’échec est d'autant plus cuisant pour Kazu qu'elle a été obligée d'abandonner son restaurant et que Noguchi décide de se retirer dans la campagne pour vivre avec sa femme une retraite de « petits vieux ». 
Mais Kazu ne peut pas se résigner à la vie sédentaire et monotone qu'il lui propose et elle décide de démarcher les personnalités du parti conservateur pour racheter à l'aide d'une souscription son restaurant. Son mari l’apprend et, déshonoré, lui demande de renoncer à ses projets ou de divorcer. Décidée, Kazu choisit le divorce, l'indépendance et la solitude.